# 북강

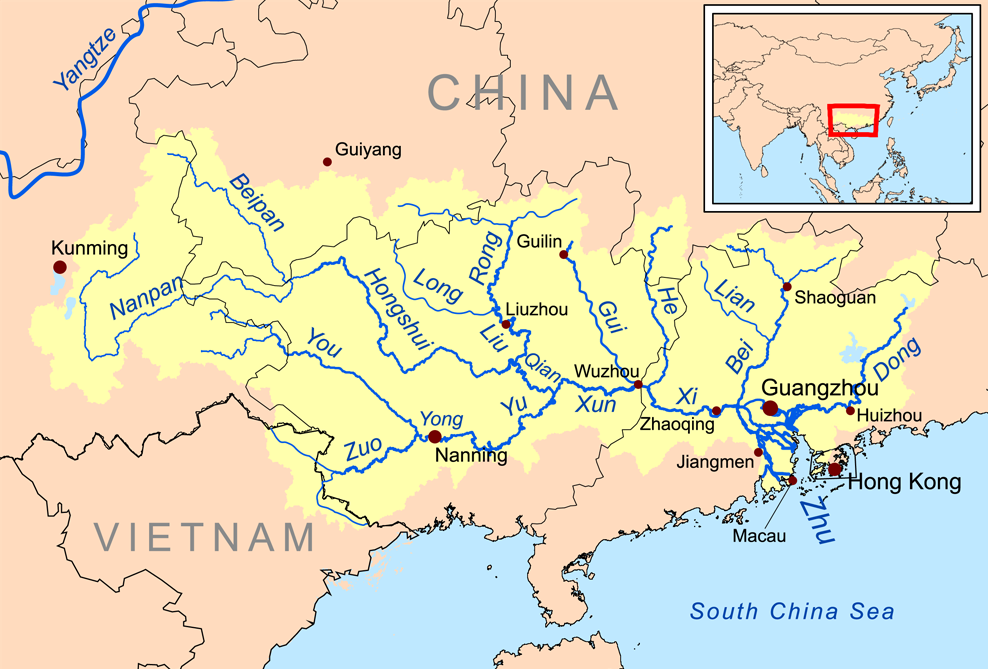

북강(중국어: 北江, 병음: Běi Jiāng, 표준어: 베이장강)은 중화인민공화국 남부 주강의 북쪽 지류이다. 주강의 다른 두 개의 주요 지류로 서강과 동강이 있다.
북강의 총 길이는 63.34km이고 광둥성 북쪽에 위치한다.

## 같이 보기
- 주강 삼각주
- 중화인민공화국의 지리